# Serra del Pi (Vidreres)
La Serra del Pi és una serra al municipi de Vidreres a la comarca de la Selva, amb una elevació màxima de 383 metres.